# Крајслер 200
Крајслер 200 (енгл. Chrysler 200) је аутомобил средње класе који је производила америчка фабрика аутомобила Крајслер до 2017. године, у две варијанте, лимузинској и кабриолет.
Производња овог крајслеровог модела је почела 2010. године, а продаја 2011. године. Крајслер 200 је побољшани модел претходног Крајслер сибринга. Име 200 се прво појавило на прототипу хибридне машине приказане 2009. године на аутомобилској изложби у Детроиту, под пуним именом Крајслер 200Ц ЕВ (Chrysler 200C EV). Модел прототипа је био базиран на постојећем моделу Крајслер 300. Концепт модела 200Ц је био направљен да се могу уградити мотори на бензински или електрични погон.

## Дизајн
Основа модела је био Крајслер сибринг на коју је надодано доста козметичких и погонских измена. Четвороцилиндрични модел са 2,4L 129 kW (173 КС), 166 lb·ft (225 N·m), са четири и са шест брзина је пренет, као стабилан, од старог модела. Крајслеров нови пентастар мотор 3.6 L V6, са шест брзина и аутоматском трансмисијом која генерише 283 коњске снаге 260 lb·ft (350 N·m) је такође у асортиману производа. Остале промене као што су мањи простор за мотор, мекша вожња, ревидирана геометрија суспензије и побољшани точкови. Нови модел 200 је такође додао нове LED фарове, мекша (дебља) седишта и мере за смањење буке рада мотора, вибрација и спољних звучних утицаја.
Модел 200 је састављен у погону Стерлинг Хајтс и до продаје је стигао крајем 2010. године. Кабриолет модел са двоја врата је стигао до купаца у раној фази 2011. године, са потпуно истим избором мотора.

## Ланча флавија
У Европи овај модел се продаје као Ланча флавија од почетка 2012. године.. За сада се продаје само кабриолет, док као лимузина се и даље продаје само у Северној Америци. Такође овај модел се не продаје у Уједињеном Краљевству и Ирској, због волана који се налази само на левој страни.
Статистички је утврђено да се продаја возила од промене модела и имена са сибринг на 200 повећала. Купци повезују овај модел са моделом Крајслер 300 који је потпуно нова генерација.

## Мотор
| Крајслер | Крајслер         | Крајслер                 | Крајслер                             | Крајслер                         | Крајслер           | Крајслер |
| Модел    | Мотор            | DПремештање              | Снага @ rpm                          | Обртна сила @ rpm                | Трансмисија        | Година   |
| -------- | ---------------- | ------------------------ | ------------------------------------ | -------------------------------- | ------------------ | -------- |
| LX       | 2.4 l4 GEMA      | 2.360 cm3 (144 cu in)    | 173 ks (129 kW; 175 PS) на 6.000 rpm | 225 N·m (166 lb·ft) на 4.400 rpm | 4-брзина аутоматик | ГП2011–  |
| TOURING  | 2.4 l4 GEMA      | 2.360 cm3 (144 cu in)    | 173 ks (129 kW; 175 PS) на 6.000 rpm | 225 N·m (166 lb·ft) на 4.400 rpm | 6-брзина аутоматик | ГП2011–  |
| LIMITED  | 2.4 l4 GEMA      | 2.360 cm3 (144 cu in)    | 173 ks (129 kW; 175 PS) на 6.000 rpm | 225 N·m (166 lb·ft) на 4.400 rpm | 6-брзина аутоматик | ГП2011–  |
| S        | 3.6 V6 Пентастар | 3,605 cm3 (0,2200 cu in) | 283 ks (211 kW; 287 PS) на 6.400 rpm | 350 N·m (260 lb·ft) на 4.250 rpm | 6-брзина аутоматик | ГП2012–  |

## Маркетинг и продаја

### Маркетинг
Првобитно је куповином двоминутног простора за рекламу током Супер боула, најгледанијег спортског догађаја у САД, са мотом „Увезено из Детроита“ Крајслер хтео да рекламира Крајслер 300, али је брзо променио одлуку, пошто се највећи део Крајслера 300 производи и саставља у САД него у Онтарију, Канада и да идеја баш и није била најбоља, па је одлука донесена да се рекламира нови бренд Крајслер 200 који је доживео успех код гледалаца. Терминологија Крајслер 200 је била друга по претраживању на Гуглу сутрадан по одигравању утакмице Супер боула. Такође је и претраживање на AOL Autos се попело за 685%. Рекламу је за тај дан погледало 5 милиона интересената.

### Продаја
| Календарска година | САД     | Канада |
| ------------------ | ------- | ------ |
| 2010.              | 255     |        |
| 2011.              | 87,033  | 6,386  |
| 2012.              | 125,476 | 13,419 |